# Ryan Jeffers
Ryan Jeffers (Raleigh, Carolina del Norte, 3 de junio de 1997) es un jugador profesional estadounidense de béisbol que se desempeña en la posición de cácher en Minnesota Twins, equipo de las Grandes Ligas de Béisbol (MLB).

## Carrera
Fue seleccionado en la segunda ronda en el Draft de la MLB de 2018. En 2020 hizo su debut profesional con el equipo Minnesota Twins, donde juega hace cinco temporadas.